# Distrikt Oyam
Oyam ist ein Distrikt in Norduganda. Die Hauptstadt des Distrikts ist Oyam.

## Lage
Der Distrikt Oyam grenzt im Norden an den Distrikt Gulu, im Nordosten an den Distrikt Pader, im Osten an den Distrikt Kole, im Süden an den Distrikt Apac, im Südwesten an den Distrikt Kiryandongo und im Westen an den Distrikt Nwoya.

## Geschichte
Der Distrikt entstand 2006 aus Teilen des Distrikt Apac.

## Demografie
Die Bevölkerungszahl wird für 2020 auf 453.700 geschätzt. Davon lebten im selben Jahr 3,1 Prozent in städtischen Regionen und 96,9 Prozent in ländlichen Regionen.
| Zensusjahr | Einwohnerzahl |
| ---------- | ------------- |
| 1991       | 177.053       |
| 2002       | 268.415       |
| 2014       | 383.644       |

## Wirtschaft
Subsistenzlandwirtschaft und Tierhaltung sind die wichtigsten wirtschaftlichen Aktivitäten im Bezirk.